# Блинчики по-хортобадьски

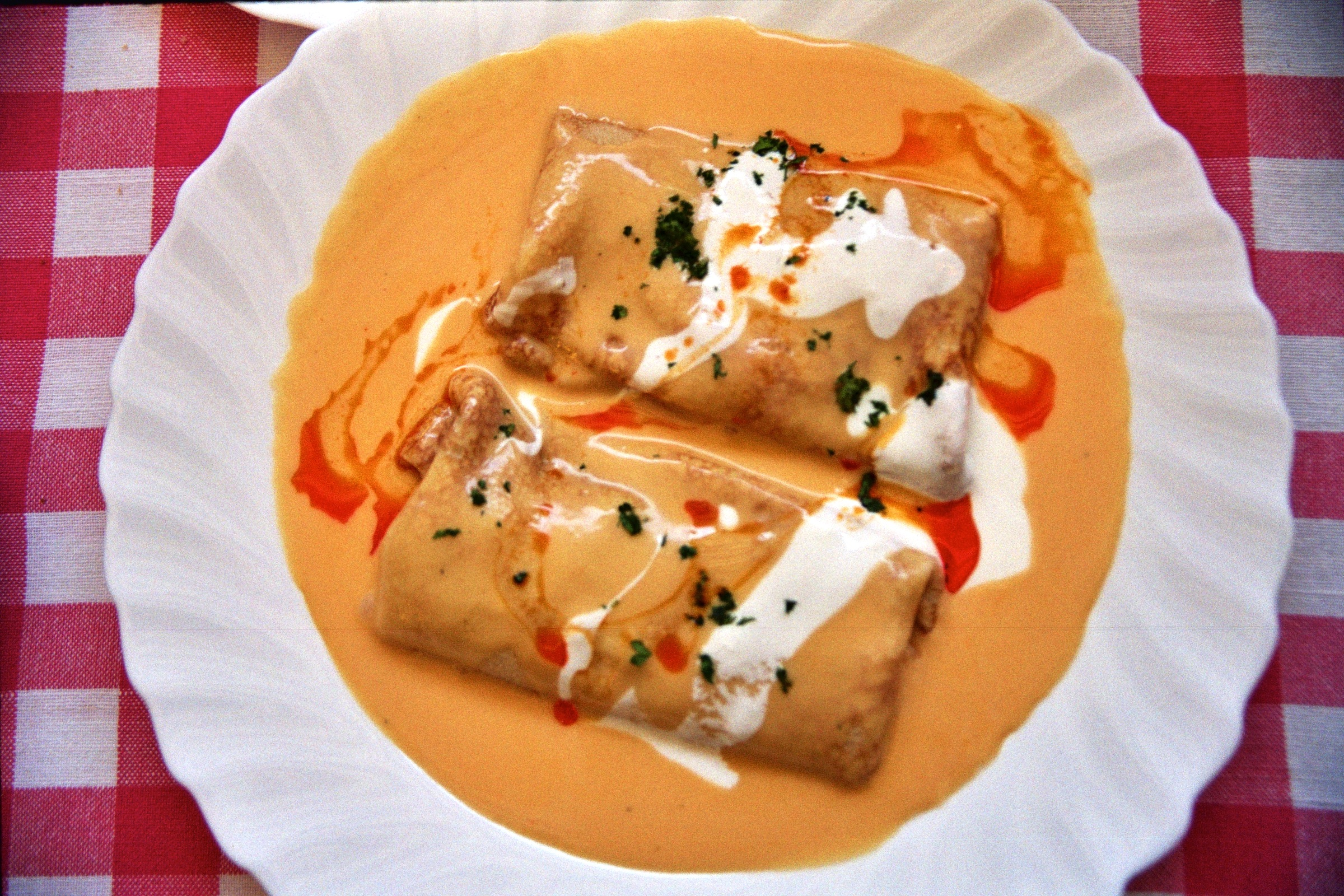
Блинчики по-хортобадьски, сервированные с соусом

Блинчики по-хортобадьски (нем. hortobágyi palacsinta) — венгерское мясное блюдо, фаршированные блины. Горячая закуска или самостоятельное блюдо. Название блюда никак не связано с регионом Хортобадь и появилось в 1958 году в качестве маркетингового хода для участия во Всемирной выставке в Брюсселе.
Для начинки блинчиков по-хортобадьски требуется приготовить другое самостоятельное венгерское блюдо — похожий на мясное рагу пёркёльт, обычно из телятины. По рецепту мэтра венгерской кухни Кароя Гунделя, мясо из готового пёркёльта мелко измельчают ножом или в мясорубке и затем соединяют с некоторым количеством сока, образовавшегося при тушении. Начинённые такой массой несладкие блины из чуть подсоленного теста на молоке доводят до готовности в духовом шкафу и подают под соусом из оставшегося от тушения сока, смешанного со сметаной или сливками и загущенного мукой. В другом рецепте Гундель предлагает панировать свёрнутые блины во взбитом яйце и сухарях, обжаривать в жире или сливочном масле на сильном огне и подавать без соуса. Обладатель мишленовской звезды шеф-повар Тамаш Селль предлагает готовить блинчики по-хортобадьски с начинкой на основе куриного паприкаша.